# 長恵国際大橋

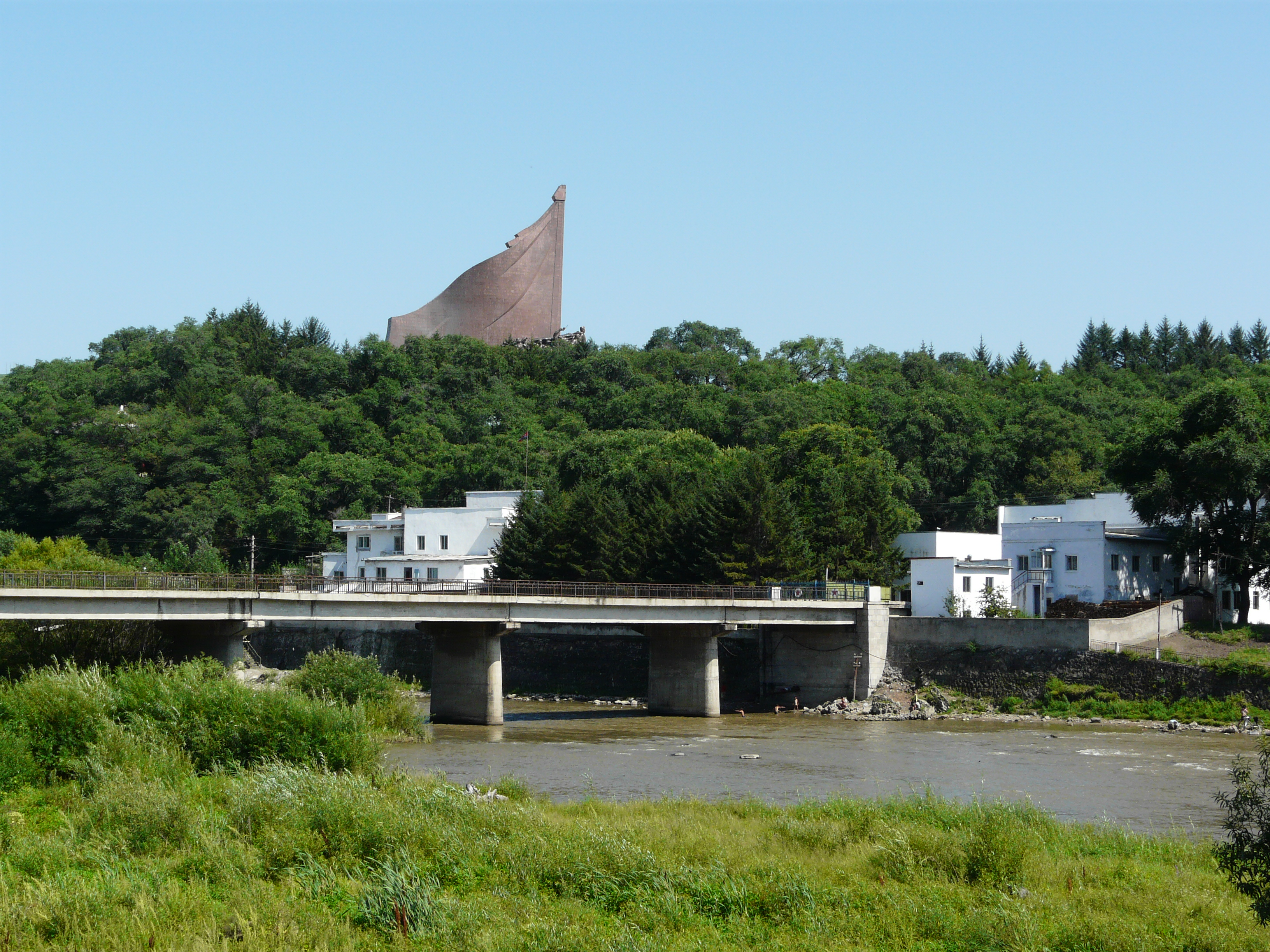
長恵国際大橋と普天堡記念碑

長恵国際大橋（ちょうけいこくさいだいきょう、中国語: 长惠国际大桥、朝鮮語: 장혜국제대교、英語: Changbai-Hyesan International Bridge）は、鴨緑江を跨いで中華人民共和国吉林省白山市長白朝鮮族自治県と朝鮮民主主義人民共和国両江道恵山市を結ぶ橋である。はじめ1936年に建設され、その後幾多の破損・修復を経て、1985年に現在の橋ができて、全長は約148メートル、幅は約9メートル。1992年以来、中朝の間で一日、五日、十日間外国旅行も行われている。

## 参照項目
- 中朝友誼橋、新鴨緑江大橋（丹東市）
- 集安鴨緑江国境鉄道大橋
- 臨江鴨緑江大橋
- 図們国境大橋（図們市）
- 図們江大橋（琿春市）